# Dietmar Mürdter
Dietmar Mürdter (* 4. Oktober 1943 in Danzig; † zwischen 31. März und 28. April 2003 in Berlin) war ein deutscher Fußballspieler.

## Spielerkarriere
Zur Runde 1964/65 kam der Stürmer Dietmar Mürdter vom VfB Peine zu den Schwarz-Gelben des SC Göttingen 05 in die damals zweitklassige Fußball-Regionalliga Nord. Unter Trainer Fritz Rebell und an der Seite von Mitspielern wie Peter Klepatz und Reinhard Roder entwickelte sich der durchsetzungsstarke Angreifer zu einem Torjäger in der Regionalliga Nord. In drei Runden erzielte Mürdter in 87 Ligaspielen 52 Tore und eroberte zweimal, 1966 und 1967, die Vizemeisterschaft im Norden. In der Bundesligaaufstiegsrunde 1967 gegen Tennis Borussia Berlin, 1. FC Saarbrücken, Kickers Offenbach und Aufsteiger Alemannia Aachen folgten in fünf Einsätzen weitere zwei Tore. Zur Saison 1967/68 bekam er wie Mannschaftskamerad Reinhard Roder vom Bundesligisten 1. FC Köln einen Vertrag und wechselte in die Domstadt.
An den ersten beiden Spieltagen der Saison 1967/68 wurde Mürdter vom damaligen Trainer des 1. FC Köln Willi Multhaup in der 1. Bundesliga eingesetzt. Beide Male sogar von Anfang an. Damit war seine Bundesliga-Karriere aber auch schon beendet. Multhaup entzog ihm daraufhin sein Vertrauen und Mürdter verließ die Kölner am Saisonende und schloss sich Bayer 04 Leverkusen in der Regionalliga West an. Unter Trainer Theo Kirchberg belegte er mit Bayer den 8. Rang und hatte an der Seite von Mitspielern wie Hans Benzler, Leo Wilden, Karl-Heinz Brücken und Friedhelm Strzelczyk in 14 Einsätzen drei Tore erzielt. Nach dieser Runde nahm er das Angebot von Blau-Weiß 90 Berlin an und trat ab der Saison 1969/70 in der Regionalliga Berlin an. 1971 und 1972 erreichte er mit BW 90 jeweils den 3. Rang und Mürdter hat in 65 Ligaspielen für Blau-Weiß 32 Tore erzielt. Mitspieler waren unter anderem Hans-Jürgen Krumnow (Torhüter), Reinhold Adelmann, Karl-Heinz Hausmann, Jonny Hey und Wulf-Ingo Usbeck.
1974/75 kehrte er zwar mit Tennis Borussia Berlin zurück in die 1. Liga. Aber er kam zu keinem weiteren Bundesligaeinsatz.

## Vereine
- 1964–1967 SC Göttingen 05[2]
- 1967–1968 1. FC Köln[2]
- 1968–1969 Bayer 04 Leverkusen[2]
- 1969–1972 Blau-Weiß 90 Berlin />
- 1974–1975 Tennis Borussia Berlin[2]

## Statistik
- 1. Bundesliga
2 Spiele 1. FC Köln[3]

## Erfolge
- 1968 DFB-Pokal-Sieger (ohne Einsatz)